# Melanotaeniidae
Famille
Les poissons arc-en-ciel (Melanotaeniidae) sont une famille de poissons d'eau douce que l'on trouve dans le nord et l'est de l'Australie et la Nouvelle-Guinée et dans les îles du Sud-Est asiatique.
Le genre dominant des poissons arc-en-ciel et ses nombreuses espèces tirent leur nom générique Melanotaenia du grec ancien Melano (= noir) et taenia (= bandes). Traduit, il signifie « noir à bandes » et est une référence aux bandes noires latérales qui longent les corps des espèces du genre Melanotaenia.

## Description et comportement
Les poissons arc-en-ciel atteignent habituellement 12 cm de longueur, mais quelques espèces font moins de 6 centimètres.
Ils vivent dans un large éventail d'habitats d'eau douce, y compris les rivières, les lacs et les marécages. Bien qu'ils se reproduisent toute l'année, ils pondent un nombre particulièrement élevé d'œufs au début de la saison des pluies. Les œufs sont attachés à la végétation aquatique, et éclosent 7 à 18 jours plus tard. Les poissons arc-en-ciel  sont omnivores, se nourrissant de petits crustacés, de larves d'insectes, et d'algues. 
Les poissons arc-en-ciel sont des poissons assez vifs mais inoffensifs envers les autres espèces de poissons même plus petites qu'eux. Ils cohabitent donc très bien avec les autres espèces de poissons.

## Liste des genres
Selon World Register of Marine Species (8 mai 2017) et FishBase (8 mai 2017) :
- genre Cairnsichthys Allen, 1980
- genre Chilatherina Regan, 1914
- genre Glossolepis Weber, 1907
- genre Iriatherina Meinken, 1974
- genre Melanotaenia Gill, 1862
- genre Pelangia Allen, 1998
- genre Rhadinocentrus Regan, 1914

Selon NCBI (8 mai 2017) :
- genre Cairnsichthys
- genre Chilatherina
- genre Glossolepis
- genre Iriatherina
- genre Melanotaenia
- genre Rhadinocentrus

Selon ITIS (8 mai 2017) :
- genre Bedotia Regan, 1903
- genre Cairnsichthys Allen, 1980
- genre Chilatherina Regan, 1914
- genre Glossolepis Weber, 1907
- genre Iriatherina Meinken, 1974
- genre Kalyptatherina Saeed & Ivantsoff, 1991
- genre Kiunga Allen, 1983
- genre Marosatherina Aarn, Ivantsoff & Kottelat, 1998
- genre Melanotaenia Gill, 1862
- genre Paratherina Kottelat, 1990
- genre Pelangia Allen, 1998
- genre Popondichthys Allen, 1987
- genre Pseudomugil Kner, 1866
- genre Rhadinocentrus Regan, 1914
- genre Rheocles Jordan & Hubbs in Jordan, 1919
- genre Scaturiginichthys Ivantsoff, Unmack, Saeed & Crowley, 1991
- genre Telmatherina Boulenger, 1897
- genre Tominanga Kottelat, 1990

## Galerie

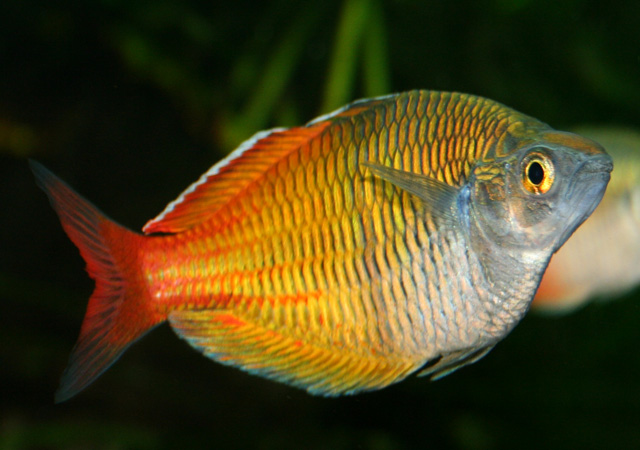
Boeseman's rainbowfish Melanotaenia boesemani Variété jaune
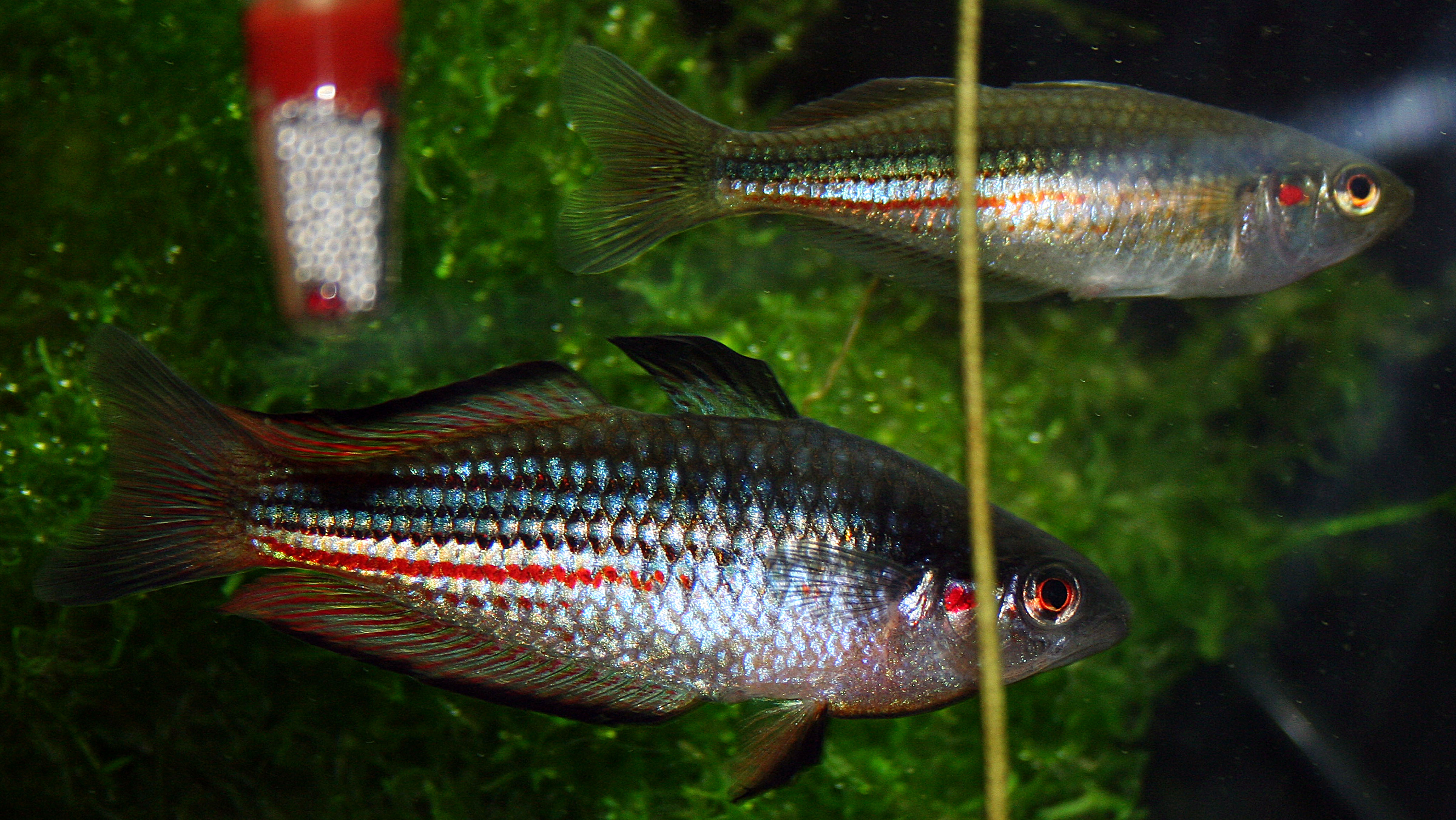
Duboulay's rainbowfish, Melanotaenia duboulayi